# Vib-Ribbon
Vib-Ribbon (en japonés, ビブリボン) es un videojuego musical creado por Masaya Matsuura y desarrollado por NanaOn-Sha para PlayStation. Salió a la venta el 9 de diciembre de 1999 en Japón y un año más tarde en Europa. Se trata de un juego rítmico cuya particularidad es que el software queda cargado en la memoria RAM, lo que permite retirar el CD del juego y utilizar canciones de cualquier otro disco compacto. El juego se puede jugar en PlayStation 2 debido a la retrocompatibilidad.

## Sistema de juego
El objetivo de Vib-Ribbon es guiar a la protagonista, la coneja Vibri, a través de una línea recta. En función del ritmo de la canción, van surgiendo obstáculos superables mediante una combinación de botones. Solo se utilizan cuatro botones: los gatillos «L1» y «R1», la cruceta de abajo y la «X», para generar diez patrones: cuatro simples y seis combinados. Los gráficos son dibujos por vectores en blanco y negro sobre un entorno bidimensional.
Si se fallan los movimientos exigidos, Vibri recibe una descarga que afecta tanto a su salud como a la visión de la pantalla. Las diferentes combinaciones permiten mejorar al personaje, en caso de múltiples aciertos, o degradarlo si se encadenan errores. Todo ello va sumándose a la puntuación final, representada en pantalla a través de símbolos abstractos.
El juego tiene siete canciones originales en tres niveles: bronce (fácil), plata (normal) y oro (difícil). Cada uno de esos temas presentan cambios de ritmo bruscos para darle más dificultad. Sin embargo, como el software de Vib-Ribbon queda cargado en la memoria RAM de la PlayStation, se puede extraer el CD original y jugar cualquier canción de otro disco compacto, generando así nuevos niveles. La banda sonora original fue compuesta por el grupo nipón Laugh and Peace, en japonés e inglés.

## Lanzamiento
Vib-Ribbon fue publicado el 9 de diciembre de 1999, en principio solo para Japón. Los ejecutivos de Sony Interactive Entertainment pensaban que un juego rítmico como ese tendría un impacto limitado, aunque las buenas ventas y reseñas en prensa les animaron a sacarlo también en Europa el 1 de septiembre del 2000. Los jugadores de América del Norte solamente tuvieron acceso a la demo.
El éxito de Vib-Ribbon propició el lanzamiento de dos secuelas para PlayStation 2: Mojib-Ribbon (2003) y Vib-Ripple (2004), ambas exclusivas para el mercado japonés.
En 2014, Sony anunció que Vib-Ribbon estaría disponible a nivel mundial en PlayStation Network para PlayStation 3, PlayStation Vita y PlayStation Portable.
Las versiones digitales de PSN presentes en estas consolas portátiles carecen de la característica de leer música personalizada al carecer de una unidad lectora de discos compactos (En la PlayStation Vita, por no tener un lector de discos; y en la PlayStation Portable por ser discos UMD), limitando la experiencia de juego en estas consolas exclusivamente a la música por defecto incluida en el disco original.
Solo la versión digital de PlayStation 3 incorpora esta funcionalidad, permitiendo leer música personalizada insertando un disco compacto en el lector de discos de la consola.

## Obstáculos
Obstáculos simples
- Bloque (L1)
- Anillo (R1)
- Ondas (X)
- Hoyo (Abajo)

Combinación de obstáculos
- Rectángulo con anillo (L1 + R1)
- Anillo con ondas (R1 + X)
- Hoyo con ondas (Abajo + X)
- Hoyo con rectángulo (Abajo + L1)
- Anillo con hoyo (Abajo + R1)
- Rectángulo con ondas (L1 + X)